# Helmsing & Grimm
Die Helmsing & Grimm (GmbH & Co.) war eine Reederei mit Sitz in Riga und später in Hamburg. Die Kontorflagge war ein Stander mit blauer Kreisfläche auf weißem Grund.

## Geschichte

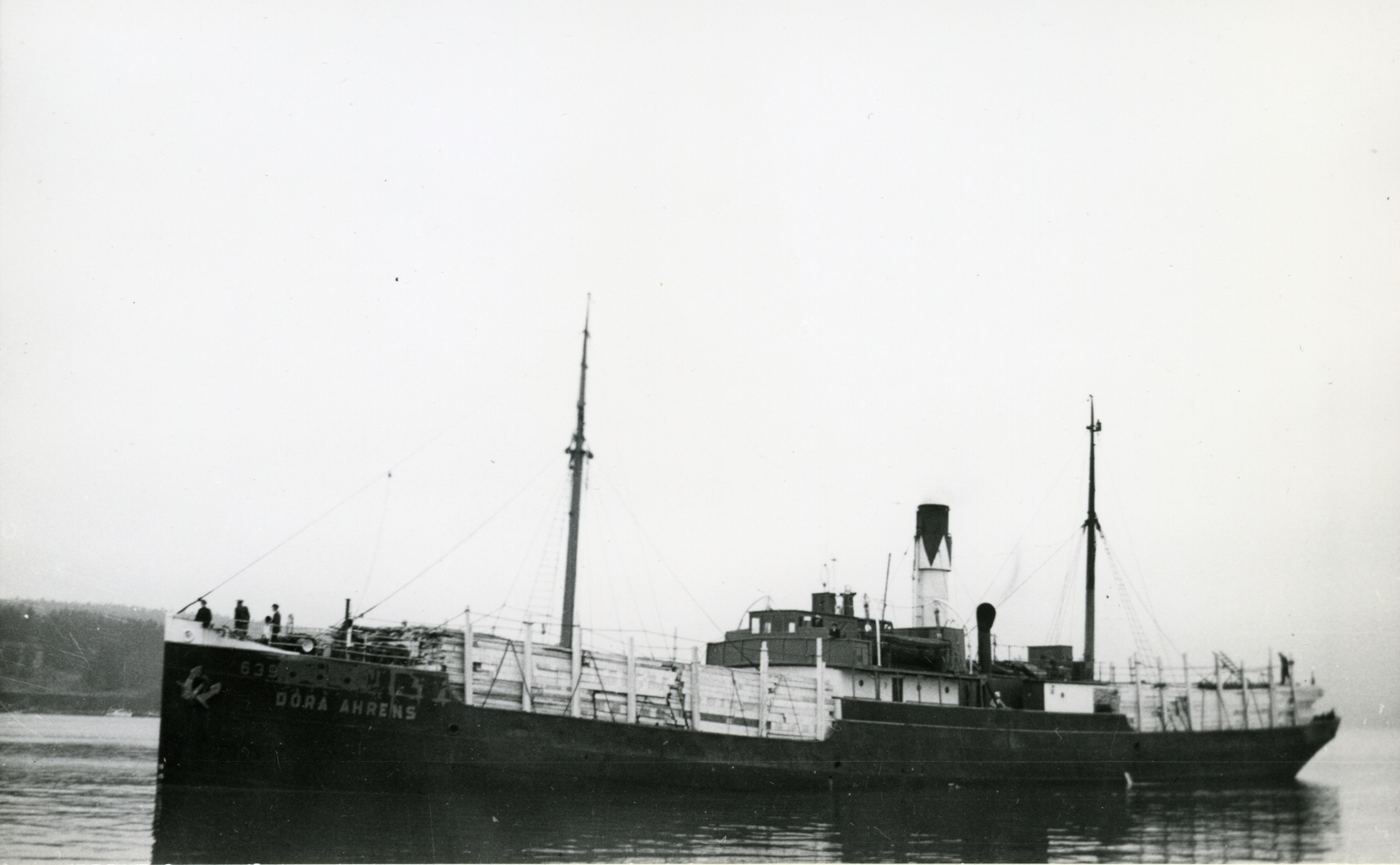
Die 1901 gebaute Dora Ahrens fuhr ab 1953 als Mariann für Helmsing & Grimm

Das Unternehmen wurde am 12. Januar 1836 vom Präses des Rigaer Börsenkomitees Eduard Wilhelm Tielemann Grimm (* 1794 in Lübeck; † 1874 in Riga) und seinem Schwager, dem Kaufmann John Helmsing (* 1806 in Riga; † 1867 ebenda) als Handelshaus in Riga gegründet. Beide hatten zuvor in der Rigaer Niederlassung des Londoner Handelshauses Mitchell & Co. gearbeitet.
Das Hauptgeschäftsfeld des neuen Unternehmens war zunächst die Ausfuhr russischer Agrarprodukte und die Einfuhr von Landmaschinen aus Großbritannien. Ab 1873 betätigten sich Helmsing & Grimm als Reederei, und man begann in Zusammenarbeit mit den Reedereien Wilson-Line aus Hull und James Cormack & Co. aus Leith regelmäßige Verbindungen nach Großbritannien aufzubauen. 1888 eröffnete man eine Niederlassung in Libau.
In den Jahren vor 1900 gewannen die russischen Schwarzmeerhäfen zunehmend an Bedeutung als Wettbewerber, woraufhin Helmsing & Grimm verstärkt russische Agrarprodukte exportierten. Dazu holten sie unter anderem dänische Spezialisten ins Land um eine industrielle russische Butterproduktion aufzubauen, Ölmühlen zu mechanisieren, Daunen gewerbsmäßig zu gewinnen und Eier aus dem Süden Russlands über Riga auszuführen. Die russische Regierung förderte die Bestrebungen Helmsing & Grimms durch entsprechende Eisenbahnverbindungen – das betraf sowohl die eingesetzten Züge inklusive der eingesetzten Schnellzüge und die ersten in Russland gebauten Kühlwagen, als auch – um den Export während der Eismonate in Riga sicherzustellen – den Ausbau der Eisenbahnstrecke nach Moskau und Mitau bis nach Windau (wo 1902 ebenfalls eine Filiale eröffnet wurde). In diese Zeit fiel auch die Gründung der Russisch-Baltischen Dampfschiffahrtsgesellschaft – Helmsing & Grimm und der Rigaer Schnelldampfer Companie mit deren Kühlschiffen Butter und Eier nach London gefahren wurden. Insgesamt wurden um die Jahrhundertwende etwa 16 Dampfschiffe betrieben, sechs davon im Liniendienst zwischen Riga und Großbritannien und in der großen Kabotagefahrt von Odessa nach Archangelsk, der Rest in der Trampschifffahrt mit Holz und Stückgut.

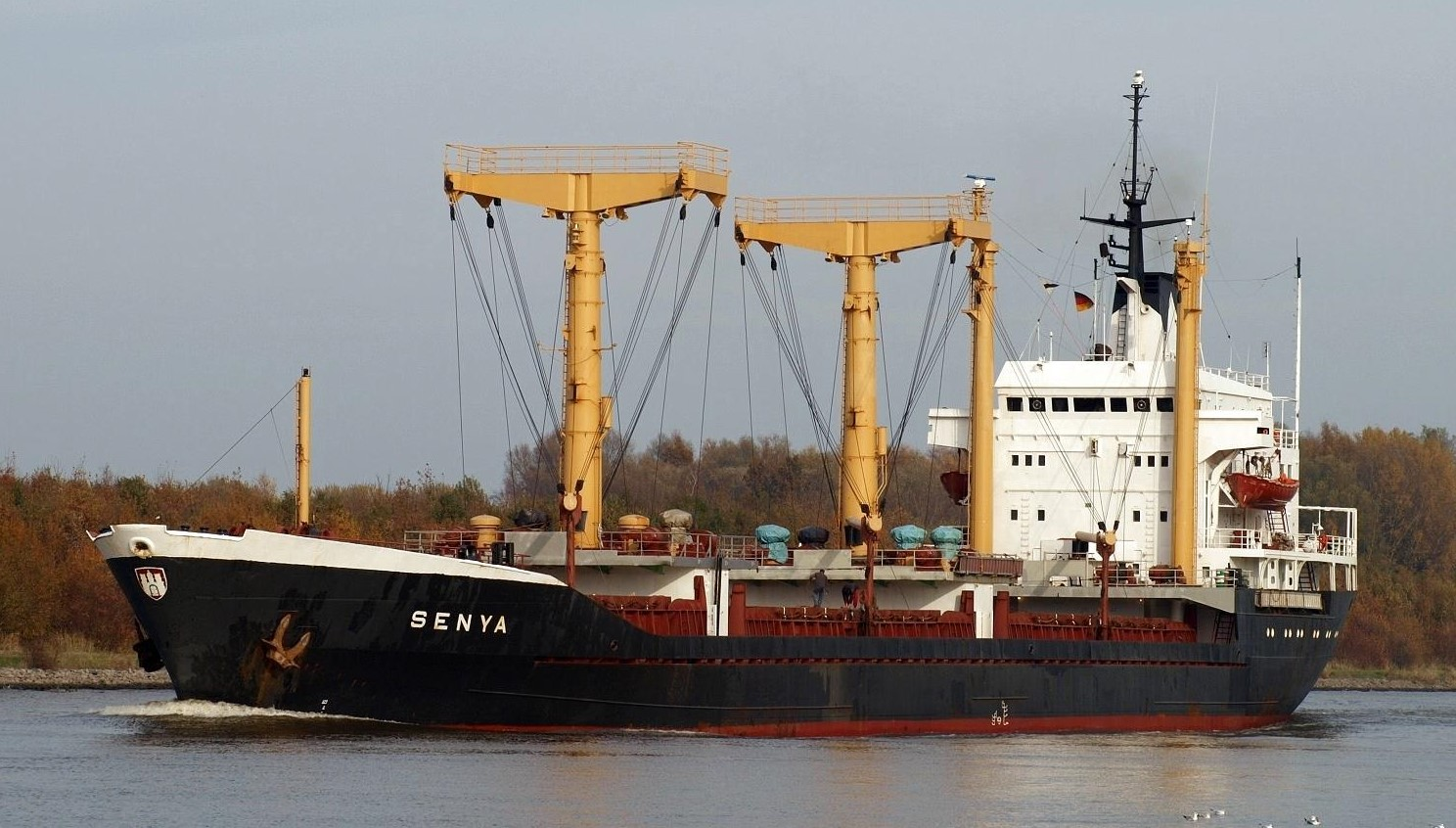
Die Senya setzte Reederei Helmsing & Grimm von 1986 bis 2011 ein

In Riga arbeitete Helmsing & Grimm als Linienagentur für mehrere britische Reedereien sowie für deutsche Reedereien wie Hapag, Dampfschifffahrts-Gesellschaft „Neptun“ und Rud. Christ. Gribel sowie als Agentur von Lloyd’s of London (letzteres über 50 Jahre bis zum Ausbruch des Zweiten Weltkriegs). Nach dem Ersten Weltkrieg blieben der Reederei fünf Schiffe der Russisch-Baltischen Dampfschiffahrtsgesellschaft mit denen das bestehende Geschäft in den Zwischenkriegsjahren wieder aufgenommen und später ausgebaut wurde. 1940 verlegte das Unternehmen unter dem Druck der Kriegsereignisse seinen Sitz nach Danzig.
Nach dem Zweiten Weltkrieg siedelte das Unternehmen nach Hamburg um. Zusätzlich wurden in Bremen die Reedereien Helmsing & Co. und John C. Helmsing gegründet. In den Nachkriegsjahren wurde erneut eine moderne Flotte aufgebaut, die eine starke Ausrichtung auf die Ostseefahrt behielt, und das Holzbefrachtungsgeschäft verstärkt.
Mitte 2011 gab die Reederei ihren Betrieb auf und veräußerte mit den Frachtern Adelaide, Senya und Daniel ihre letzten Schiffe, im März 2012 wurde das Unternehmen mit Sitz im Asia-Haus schließlich im Handelsregister gelöscht.

## Die Schiffe von Helmsing & Grimm (Auswahl)
| Flotte der Reederei Helmsing & Grimm | Flotte der Reederei Helmsing & Grimm        | Flotte der Reederei Helmsing & Grimm | Flotte der Reederei Helmsing & Grimm | Flotte der Reederei Helmsing & Grimm                              | Flotte der Reederei Helmsing & Grimm |
| Bauname                              | Bauwerft/ Baunummer                         | IMO-Nummer                           | Ablieferung                          | Auftraggeber                                                      | Umbenennungen und Verbleib |
| ------------------------------------ | ------------------------------------------- | ------------------------------------ | ------------------------------------ | ----------------------------------------------------------------- | --- |
| Bellini                              | Short Brothers/ 110                         | -                                    | 1880                                 | Taylor, Jenneson & Co.                                            | 1893 als Olga an die Russisch-Baltische Dampfschiffahrts-Gesellschaft Helmsing & Grimm, am 10. Juni 1917 auf einer Reise mit Kohle von Newcastle zur Halbinsel Kola etwa 89 Seemeilen vom Nordkap nach einem Schusswechsel durch U 45 versenkt.                                        |
| Castro                               | Earle’s Shipbuilding & Engineering Co./ 449 | -                                    | 1899                                 | Thos. Wilson Sons & Co. (Wilson Line), Hull                       | 1901 als Sergei an die Russisch-Baltische Dampfschiffahrts-Gesellschaft Helmsing & Grimm, am 18. August 1923 mit einer Ladung Grubenholz auf dem Humber nach Kollision gesunken, später gehoben.                                                                                       |
| Anna                                 | Helsingørs Jernskibs og Maskinbyggeri/ 77   | -                                    | 1899                                 | ?                                                                 | Am 8. Juli 1915 auf einer Reise mit Holz von Archangelsk nach Hull unter der Bereederung der Russisch-Baltischen Dampfschiffahrts-Gesellschaft Helmsing & Grimm etwa 35 Seemeilen Nordost zu Ost von Kinnaird Head durch U 25 (U-Boot, 1914) torpediert und versenkt.                  |
| Meri                                 | Helsingørs Jernskibs og Maskinbyggeri/ 7    | -                                    | 1884                                 | ?                                                                 | Am 6. März 1916 auf einer Reise mit Kohle von North Shields for Order unter der Bereederung der Russisch-Baltischen Dampfschiffahrts-Gesellschaft Helmsing & Grimm vor Flamborough Head aufgelaufen und gesunken.                                                                      |
| Erika                                | Helsingørs Jernskibs og Maskinbyggeri/ ?    | -                                    | 1899                                 | ?                                                                 | Am 6. Oktober 1916 auf einer Reise mit Kohle von Blyth nach Archangelsk unter der Bereederung der Russisch-Baltischen Dampfschiffahrts-Gesellschaft Helmsing & Grimm vor der Halbinsel Kola durch U-46 versenkt.                                                                       |
| Sigrid                               | Blyth Shipbuilding/ 94                      | -                                    | 1898                                 | Russisch-Baltische Dampfschiffahrts-Gesellschaft Helmsing & Grimm | Am 8. Februar 1917 auf einer Reise von Romanoff etwa 30 Seemeilen vor Unst durch U 49 torpediert und versenkt. |
| Gloriana                             | Short Brothers/ 274                         | -                                    | 1898                                 | Furness, Withy & Co., West Hartlepool                             | 1900 als Betty an die Russisch-Baltische Dampfschiffahrts-Gesellschaft Helmsing & Grimm, am 10. Juni 1917 auf einer Reise mit Kohle von Cardiff nach Murmansk etwa 45 Seemeilen nordwestlich von North Rona Island durch U 61 beschossen und versenkt.                                 |
| Cesarevitch Alexei                   | Caledon Shipbuilding & Engineering Co./ ?   | -                                    | 1903                                 | ?                                                                 | Am 29. Juli 1917 auf einer Reise mit Stückgut von Archangelsk nach Liverpool unter der Bereederung der Russisch-Baltischen Dampfschiffahrts-Gesellschaft Helmsing & Grimm etwa acht bis zehn Seemeilen östlich von Lerwick durch U 60 versenkt.                                        |
| Frida Horn                           | Neptun-Werft/ 242                           | -                                    | 1905                                 | H. C. Horn (Fruchtdampfer AG), Lübeck                             | 1913 Ljusne Alv an Helmsing & Grimm, am 3. Oktober 1919 in der Wesermündung auf Mine gelaufen und gesunken. |
| Dacre Hill                           | Thompson & Sons, Sunderland/ 440            | -                                    | Februar 1906                         | Chart Shipping Company (W. Price & Co.), Liverpool                | im August 1914 vom Deutschen Reich beschlagnahmt, 1915 Marie, ab 14. Mai 1916 in Tanjung Priok interniert, 1919 als Dacre Hill zurückgegeben, 1924 Blaircree, 1925 als Baltmor zur Baltischen Dampfschiffahrts-Gesellschaft Helmsing & Grimm, im Sommer 1934 in Lettland verschrottet. |
| Heinrich Schuldt                     | Flensburger Schiffsbau-Gesellschaft/ 120    | -                                    | Mai 1891                             | Heinrich Schuldt, Flensburg                                       | 1930 Holland, 1940 als Mariann an Helmsing & Grimm, am 10. September 1941 auf Mine gelaufen und auf 54,17°N; 015,29°E gesunken. |
| Cairnavon                            | Short Brothers/ 325                         | -                                    | 1905                                 | Cairns, Young & Noble (Cairn Line)                                | 1917 Soutra, 1936 Emmi, 1942 Sperrbrecher-166 (Emmi), 1944 als Schirmeck an die Russisch-Baltische Dampfschiffahrts-Gesellschaft Helmsing & Grimm, am 29. September 1944 nach Kollision mit der Bahia Camarones selbstversenkt.                                                        |
| Marianne                             | Neptun-Werft/ 201                           | -                                    | Dezember 1901                        | A. Kossel, Rostock                                                | 1923 Franziska Fischer, 1924 Dora Ahrens, 1953 als Mariann an Helmsing & Grimm, ab 8. November 1955 bei Eisen & Metall in Hamburg verschrottet. |
| Katharina Kolkmann                   | Schichau Unterweser/ 362                    | -                                    | 1953                                 | Merkur-Reederei, Bremen                                           | Am 29. März 1965 auf einer Reise mit Roheisen von Wismar nach Haulbowline unter der Bereederung von Helmsing & Grimm nach Kollision im Nebel in der Straße von Dover gesunken. |
| Mariann                              | Schichau Unterweser/ 390                    | 5223566                              | September 1956                       | Helmsing & Grimm, Hamburg                                         | 1972 Sigrid, am 15. Januar 1977 nach einer Reise von Bordeaux nach Maschinenschaden vor Rijeka-Reede auf Wellenbrecher getrieben, Totalverlust. |
| Fiducia                              | Nobiskrug/ 654                              | 6719902                              | Juni 1967                            | Fiducia Schiffahrts-Gesellschaft, Flensburg                       | 1975 als John C. Helmsing an Helmsing & Grimm, 2008 Geni 4, ab 19. April 2013 in Aliağa verschrottet. |
| Leo Schröder                         | Lindenau/ 153                               | 7229758                              | 14. Dezember 1972                    | Reederei Richard Schröder, Hamburg                                | 1983 als Adelaide an Helmsing & Grimm, 2010 Amal Star, 2016 zum Abbruch nach Alang verkauft |
| Lutz Schröder                        | Lindenau/ 154                               | 7306702                              | 15. Mai 1973                         | Reederei Richard Schröder, Hamburg                                | 1986 als Senya an Helmsing & Grimm, 2011 Joy K., 2017 Abbruch in Aliağa. |
| Fossum                               | Lindenau/ 176                               | 7802122                              | April 1979                           | K/S Fossum A/S (Fredrik Høyer), Skien                             | 1982 Sudan Crown, 1983 Fossum, 1985 Aries, 1998 als Daniel an Helmsing & Grimm, 2012 Nazlim, 2020 Abbruch in Gadani |
| Lloyd’s Register, Equasis            |                                             |                                      |                                      |                                                                   | |